# Джефферсонвілл (Кентуккі)
Джефферсонвілл (англ. Jeffersonville) — місто (англ. city) в США, в окрузі Монтгомері штату Кентуккі. Населення — 1708 осіб (2020).

## Географія
Джефферсонвілл розташований за координатами 37°57′13″ пн. ш. 83°50′44″ зх. д. / 37.95361° пн. ш. 83.84556° зх. д. (37.953481, -83.845535).  За даними Бюро перепису населення США в 2010 році місто мало площу 6,56 км², з яких 6,53 км² — суходіл та 0,02 км² — водойми. В 2017 році площа становила 7,13 км², з яких 7,10 км² — суходіл та 0,03 км² — водойми.

## Демографія
Згідно з переписом 2010 року, у місті мешкало 1506 осіб у 586 домогосподарствах у складі 421 родини. Густота населення становила 230 осіб/км².  Було 674 помешкання (103/км²).
Расовий склад населення:
| - 98,8 % — білих - 0,1 % — чорних або афроамериканців - 0,1 % — азіатів |

До двох чи більше рас належало 0,7 %. Частка іспаномовних становила 0,9 % від усіх жителів.
За віковим діапазоном населення розподілялося таким чином: 26,8 % — особи молодші 18 років, 59,7 % — особи у віці 18—64 років, 13,5 % — особи у віці 65 років та старші. Медіана віку мешканця становила 39,0 року. На 100 осіб жіночої статі у місті припадало 95,3 чоловіків;  на 100 жінок у віці від 18 років та старших — 89,0 чоловіків також старших 18 років.
Середній дохід на одне домашнє господарство  становив 36 453 долари США (медіана — 28 293), а середній дохід на одну сім'ю — 43 512 долари (медіана — 36 181). Медіана доходів становила 32 206 доларів для чоловіків та 29 464 долари для жінок. За межею бідності перебувало 35,4 % осіб, у тому числі 50,4 % дітей у віці до 18 років та 19,1 % осіб у віці 65 років та старших.
Цивільне працевлаштоване населення становило 582 особи. Основні галузі зайнятості: виробництво — 27,1 %, будівництво — 18,6 %, роздрібна торгівля — 13,9 %, освіта, охорона здоров'я та соціальна допомога — 13,6 %.